# 環保北
環保北（英語：Wan Po North，代號Q28）選區是香港西貢區議會下轄的選區，2015年設立，涵蓋私人住宅屋苑，2023年取消，末任區議員為專業動力成員方國珊。

## 範圍
選區位於將軍澳新市鎮東南部，包括清水灣半島、峻瀅、日出康城第一期，當中以環保大道為主要道路，名稱來自原有的環保選區，鄰近選區包括坑口東、環保南、軍寶，並且與寶怡選區隔海相望。

## 沿革
2011年區議會選舉以前，私人屋苑清水灣半島與環保大道沿線至將軍澳工業邨一帶劃為環保選區，由於人口不足以獨立成為一區，需要加入其他屋苑，包括2003年與坑口安寧花園、南豐廣場、新寶城一帶及2007年選舉將軍澳市中心寶盈花園一帶，而議席亦由不同人士勝出。
直到2000年代後期日出康城陸續發展，2010年選舉管理委員會將環保選區重新劃界，以清水灣半島、環保大道沿線劃為單一環保選區，當時前自由黨員的方國珊由委任議員轉戰民選，還有民主黨張志董及自由黨派出新人徐潤容競選。方2008年擔任委任區議員後經營將軍澳區，而2010年退出自由黨後更組織團體專業動力服務西貢及將軍澳新市鎮，由於方氏不容於泛民建制兩邊，立場被視為中間派。雖然於選舉期間被指其工程師資格不獲國際認可及其假業主的身份，但仍以近88%得票率，大勝分別只得239及169票的張志董及徐潤容當選，使方國珊有「康城城主」的稱號。
2014年選舉管理委員會因應日出康城第二、三期及環保大道以東的屋苑峻瀅相繼入伙帶動人口增加，將環保選區分拆為環保北和環保南兩個選區。當中清水灣半島、峻瀅和日出康城第一期劃為環保北，而日出康城其餘期數及將軍澳工業邨劃為環保南。方國珊2015年區議會選舉留守於較早發展的環保北，結果以八成得票打敗轉投自由黨的前助理崔定邦，而環保南則由其專業動力成員兼助理張美雄以八成得票當選。
2019年區議會選舉，方國珊爭取連任，同區有兩位民主派候選人（即獲黃之鋒、張秀賢支持的獨立民主派何梓聰，和身兼區政聯盟將軍澳民生關注組成員的陳展浚）。最終方國珊得到2,998票，以未過半數的45%得票，170票之差擊敗2,828票的何梓聰而連任。

## 歷屆議員
| 屆別           | 議員   | 政治聯繫 | 政治聯繫 |
| -------------- | ------ | -------- | -------- |
| 2016年－2019年 | 方國珊 |          | 專業動力 |
| 2020年－2023年 | 方國珊 |          | 專業動力 |

## 歷屆選舉結果
| 政党   | 政党                      | 候选人    | 票数  | %     | ±      |
| ------ | ------------------------- | --------- | ----- | ----- | ------ |
|        | 專業動力                  | ①. 方國珊 | 2,998 | 44.29 | ▼35.75 |
|        | 獨立                      | ②. 何梓聰 | 2,828 | 41.78 | 不適用 |
|        | 將軍澳民生關注組/區政聯盟 | ③. 陳展浚 | 943   | 13.93 | 不適用 |
| 多数票 | 多数票                    | 多数票    | 170   | 2.51  | -77.84 |

| 政党   | 政党     | 候选人    | 票数  | %     | ±      |
| ------ | -------- | --------- | ----- | ----- | ------ |
|        | 自由黨   | ①. 崔定邦 | 665   | 19.96 | 新選區 |
|        | 專業動力 | ②. 方國珊 | 2,667 | 80.04 | 新選區 |
| 多数票 | 多数票   | 多数票    | 2,002 | 60.08 | 新選區 |

| 政党   | 政党   | 候选人    | 票数  | %     | ±      |
| ------ | ------ | --------- | ----- | ----- | ------ |
|        | 民主黨 | ①. 張志董 | 239   | 7.26  | 不適用 |
|        | 自由黨 | ②. 徐潤容 | 169   | 5.13  | 不適用 |
|        | 無黨派 | ③. 方國珊 | 2,885 | 87.61 | 不適用 |
| 多数票 | 多数票 | 多数票    | 2,646 | 80.35 | 不適用 |